# André Castro
André Castro Pereira (Gondomar, 2 aprile 1988) è un ex calciatore portoghese, di ruolo centrocampista.

## Carriera

### Club
Ha giocato nella prima divisione portoghese, in quella spagnola ed in quella turca.

### Nazionale
Nel corso degli anni ha disputato numerose partite con le nazionali portoghesi Under-17, Under-18, Under-19, Under-21 ed Under-23.

## Palmarès

### Club

#### Competizioni nazionali
- Coppa del Portogallo: 1

Braga: 2020-2021